# Rascasse
Taxons concernés
Famille des Scorpaenidae, dans les genres :
- Helicolenus
- Neomerinthe
- Pontinus
- Pterois
- Scorpaena
- Scorpaenodes
- Sebastapistes
- Taenianotus
- Trachyscorpia (parfois Sebastidae)

Famille des Apistidae, dans le genre :
- Apistus

Famille des Uranoscopidae, dans le genre :
- Uranoscopus

Famille des Setarchidae, dans les genres :
- Ectreposebastes
- Setarchesmodifier

Le mot rascasse est un nom vernaculaire ambigu en français, pouvant désigner plusieurs espèces différentes de poissons réparties dans plusieurs genres, principalement de la famille des scorpaenidés.

## Caractéristiques

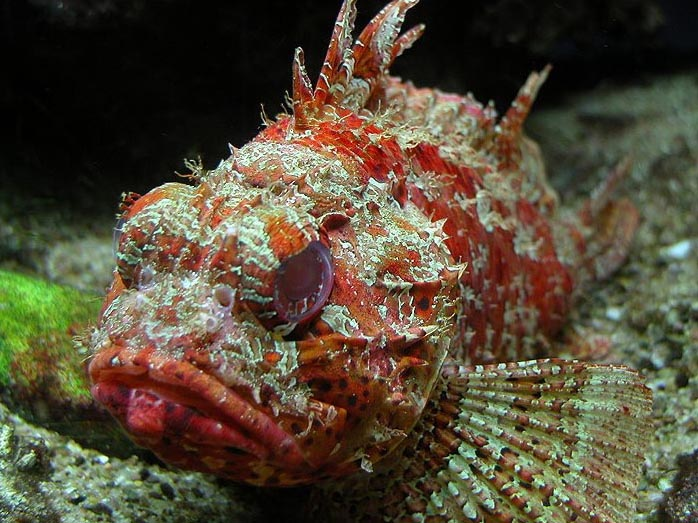
Rascasse rouge (Scorpaena scrofa)

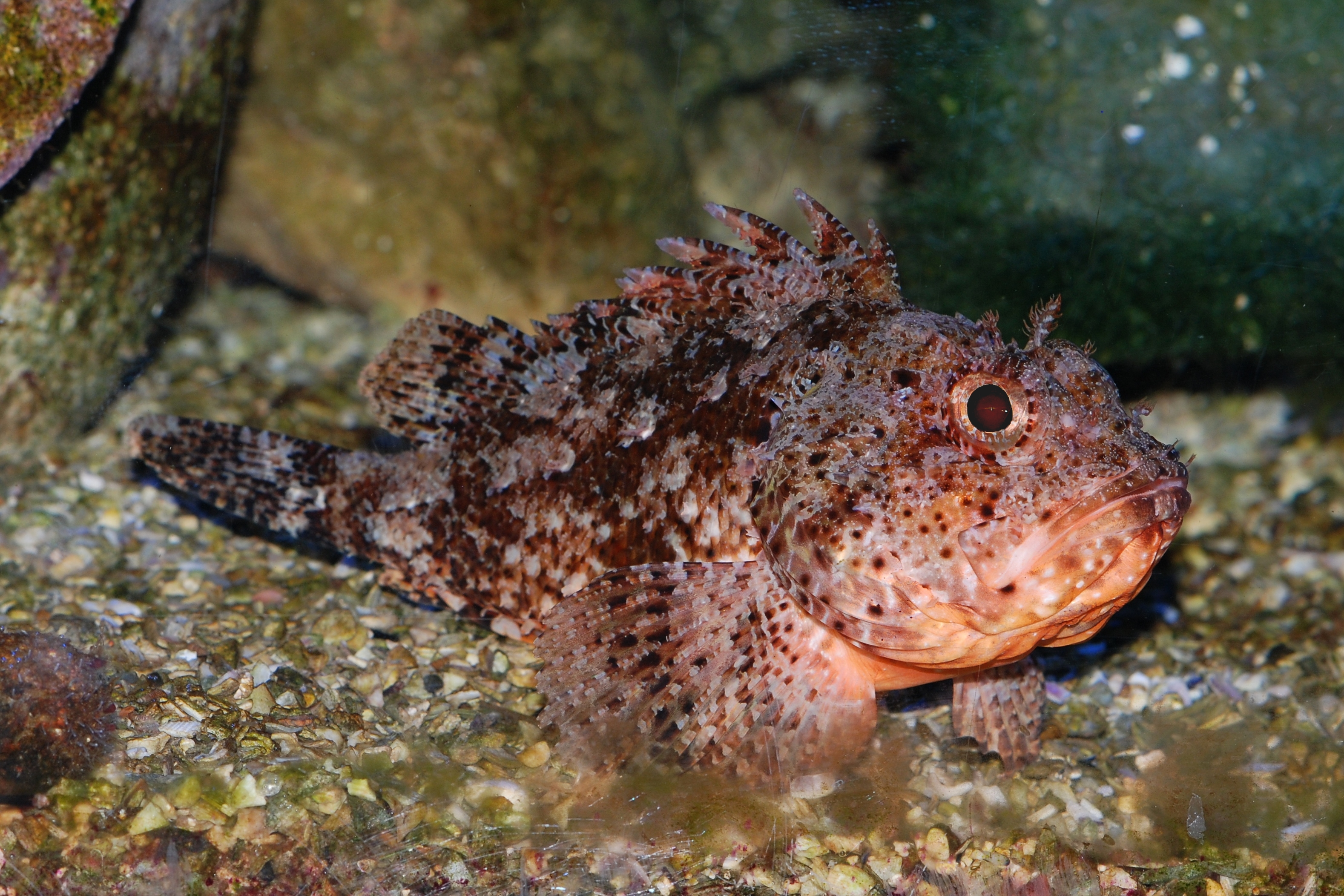
Petite rascasse (Scorpaena notata)

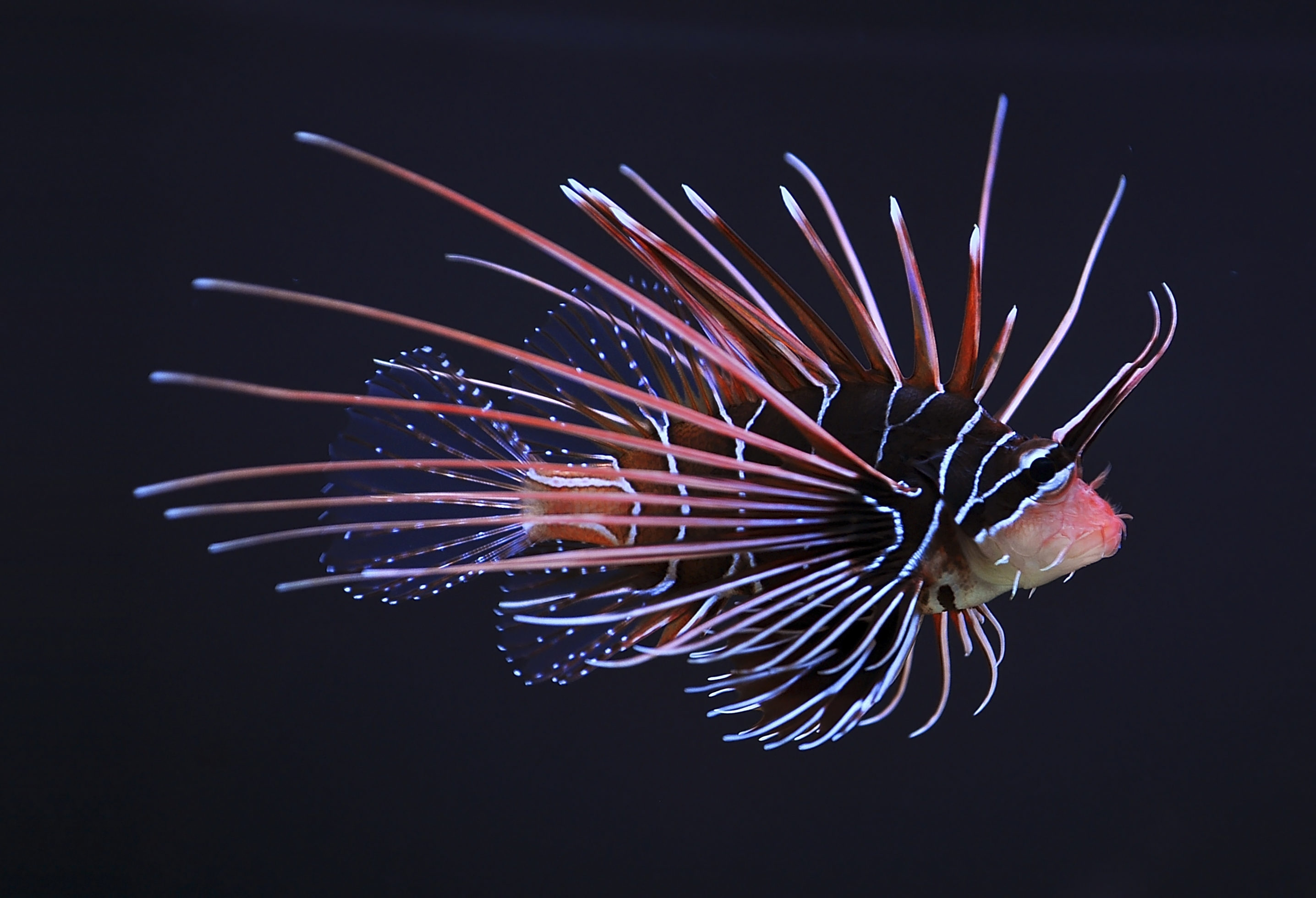
Rascasse volante étoilée (Pterois radiata).

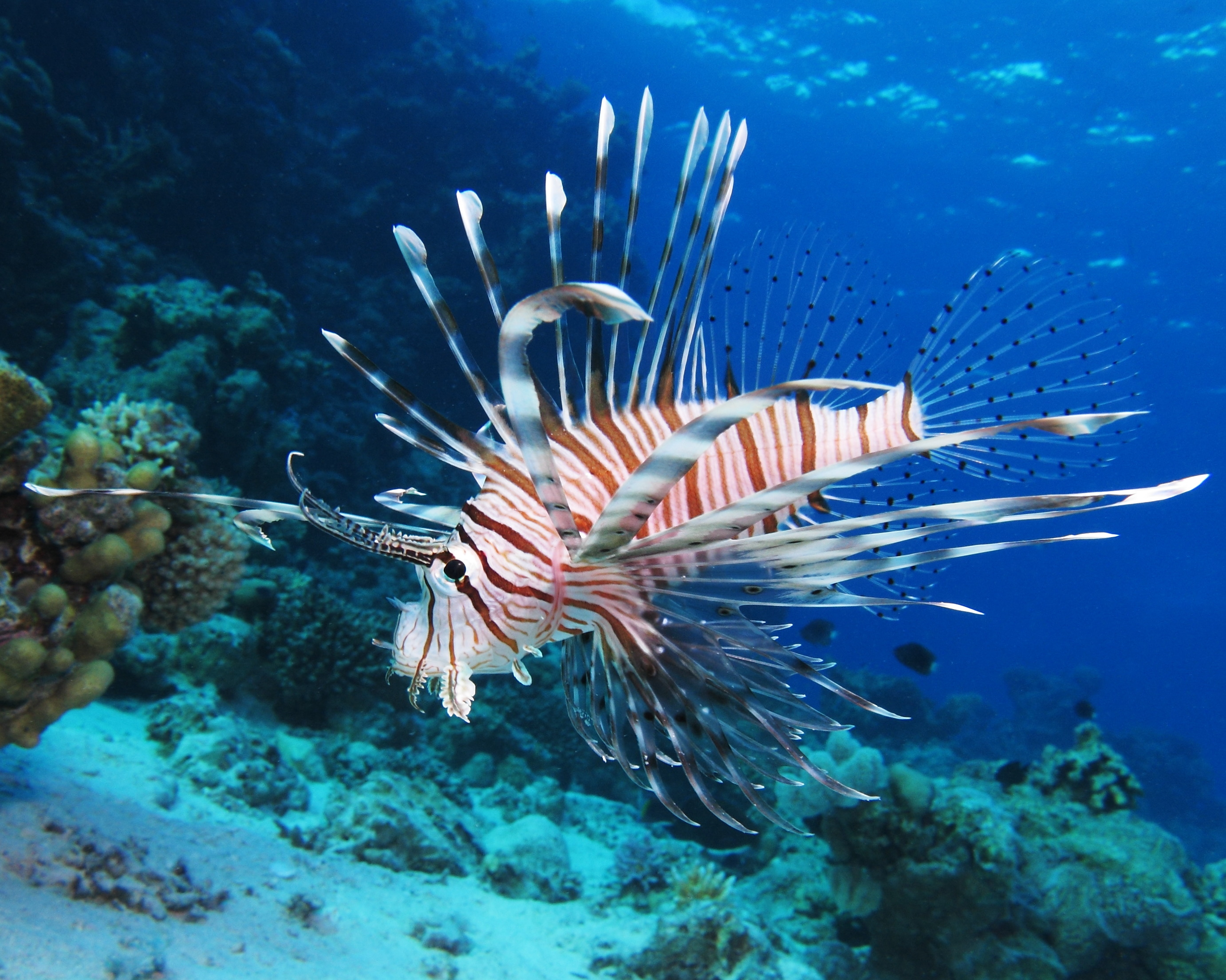
Rascasse volante (Pterois miles).

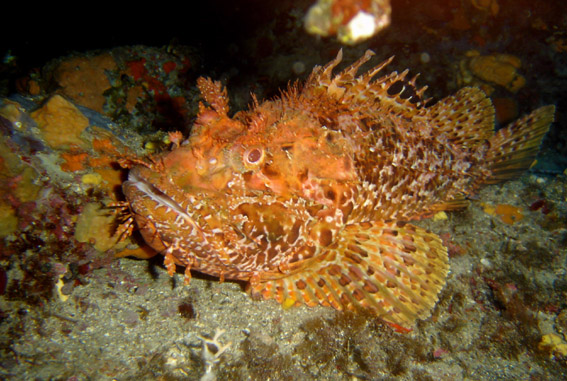
Rascasse rouge (Scorpaena scrofa)

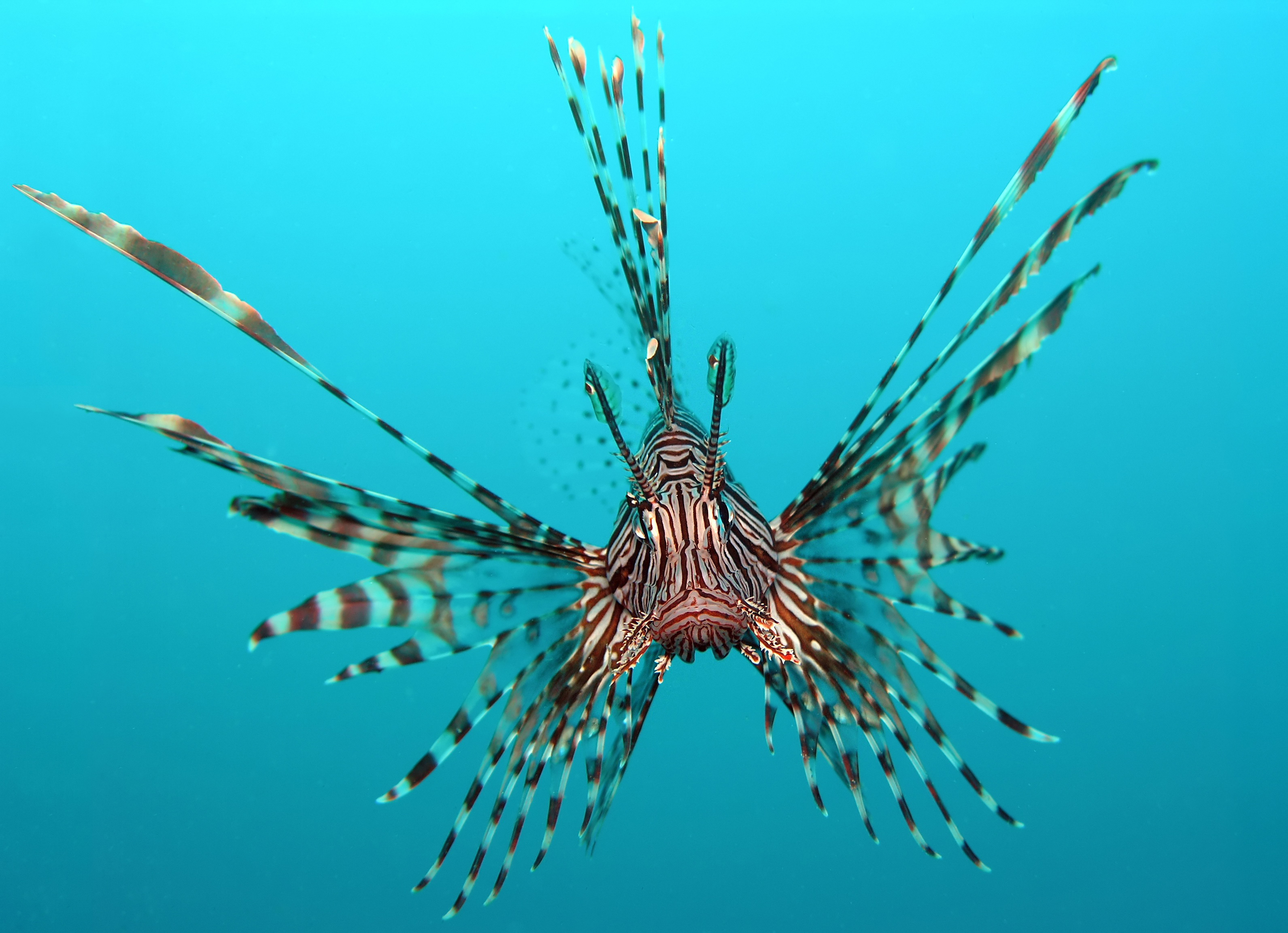
Pterois volitans.

Ce sont dans l'ensemble surtout des poissons de fond rocheux au corps massif avec des lambeaux de peau, aux nageoires épineuses ainsi que la tête, elle-même dotée d'une large bouche.
Ils sont appelés aussi crapauds de mer ou scorpions de mer .
Plusieurs de ces poissons de mer sont comestibles et d'ailleurs commercialisés.
D'autres espèces, comme les rascasses volantes , sont toutefois très venimeuses de par leurs rayons piquants et chargés de venin, quoique comestibles.

## Liste d'espèces appelées « Rascasse »
Note 1 : Cette liste suit un ordre alphabétique.
 
Note 2 : Comme souvent, certaines espèces peuvent avoir plusieurs noms.
- Grande rascasse — voir Rascasse rouge[1]
- Petite rascasse — Scorpaena notata[3]
- Rascasse — Scorpaena loppei et Scorpaenodes arenai[3] et aussi Pontinus kuhlii, Scorpaena elongata, Scorpaena stephanica[4] et Trachyscorpia cristulata echinata[1]
- Rascasse d'accra — Pontinus accraensis[4]
- Rascasse aile-longue — Scorpaena agassizii [4]
- Rascasse d'angola — Scorpaena angolensis[4]
- Rascasse arc-en-ciel — Scorpaenodes xyris[4]
- Rascasse blanche — Uranoscopus polli et Uranoscopus scaber[4]
- Rascasse bossue ou Rascasse à bosse — Scorpaenopsis gibbosa[4]
- Rascasse brésilienne — Scorpaena brasiliensis[4]
- Rascasse brune — Scorpaena porcus[3]
- Rascasse de cadenat — Scorpaena loppei[4]
- Rascasse californienne — Scorpaena guttata[3]
- Rascasse du cap — Trachyscorpia capensis[4]
- Rascasse crapaud — Scorpaena russula[4]
- Rascasse à dos tacheté — Pontinus vaughani[4]
- Rascasse épineuse — Trachyscorpia cristulata echinata[3] ou Trachyscorpia echinata[4]
- Rascasse épineux — Pontinus longispinis[4]
- Rascasse-feuille — Taenianotus triacanthus[4]
- Rascasse à filaments — Scorpaenopsis oxycephala[4]
- Rascasse de folgor — Neomerinthe folgori[4]
- Rascasse de fond — Helicolenus dactylopterus[3]
- Rascasse joueur — Scorpaena histrio[4]
- Rascasse du large — Pontinus kuhlii[3]
- Rascasse long nez — Pontinus castor[4]
- Rascasse longue — voir Rascasse rose[1]
- Rascasse de Madère — Scorpaena maderensis[3]
- Rascasse marbrée — Pontinus clemensi[4]
- Rascasse de messine — Scorpaenodes arenai[4]
- Rascasse mouchetée — Pontinus sierra[4]
- Rascasse à nageoires tachetées — Scorpaena stephanica[4]
- Rascasse noire — Scorpaena plumieri[4]
- Rascasse du nord — voir Rascasse de fond[4]
- Rascasse de norman — Scorpaena normani[4]
- Rascasse ocellée — Apistus carinatus[4]
- Rascasse péruvienne — Scorpaena afuerae[4]
- Rascasse de profondeur — Trachyscorpia cristulata echinata[1]
- Rascasse profonde — Ectreposebastes imus[4]
- Rascasse pustuleuse — voir Petite rascasse[3]
- Rascasse richichi — Pontinus furcirhinus[4]
- Rascasse rose — Scorpaena elongata[3]
- Rascasse rouge — Scorpaena scrofa[3]
- Rascasse scorpion — Scorpaena mystes[4]
- Rascasse du sénégal — Scorpaena laevis[4]
- Rascasse serran — Setarches guentheri[4]
- Rascasse sillonnée — Setarches guentheri[4]
- Rascasse sonore — Scorpaena sonorae[4]
- Rascasse de Suez — Sebastapistes nuchalis[3]
- Rascasse tachetée — Pontinus leda[4]
- Rascasse truie — voir Rascasse rouge[5]
- Rascasse volante  — Pterois volitans[3], Pterois miles[6] et Pterois antennata[7]

## Rascasses volantes
Chez les rascasses volantes, les genres Parapterois et Pterois sont classés comme suit dans la base de données ichtyologiques FishBase :
| Espèce                  | Danger pour les humains | Usage qu'en font les humains                                  |
| ----------------------- | ----------------------- | ------------------------------------------------------------- |
| Parapterois heterura    | Espèce venimeuse        | Espèce élevée en aquarium                                     |
| Parapterois macrura     | Espèce inoffensive      | Aucun usage particulier                                       |
| Pterois andover         | Espèce inoffensive      | Aucun usage particulier                                       |
| Pterois antennata       | Espèce venimeuse        | Espèce aussi bien élevée en aquarium que pour la consommation |
| Pterois brevipectoralis | Espèce inoffensive      | Aucun usage particulier                                       |
| Pterois lunulata        | Espèce venimeuse        | Espèce élevée en aquarium                                     |
| Pterois miles           | Espèce venimeuse        | Espèce élevée en aquarium                                     |
| Pterois mombasae        | Espèce inoffensive      | Espèce comestible et occasionnellement consommée              |
| Pterois radiata         | Espèce venimeuse        | Espèce aussi bien élevée en aquarium que pour la consommation |
| Pterois russelii        | Espèce venimeuse        | Espèce élevée en aquarium et occasionnellement consommée      |
| Pterois sphex           | Espèce venimeuse        | Espèce élevée en aquarium                                     |
| Pterois volitans        | Espèce venimeuse        | Espèce élevée en aquarium et occasionnellement consommée      |

## Dénominations commerciales officielles des rascasses (France)
(Direction générale de la concurrence, de la consommation et de la répression des fraudes).
Liste des appellations commerciales reconnues sous forme de tableau triable. Il est à noter que seule la moitié des poissons reconnus par cet organisme gouvernemental peuvent s'appeler « Rascasse », sans autre précision.
| Nom scientifique                        | Autre nom scientifique | Dénomination commerciale                          |
| --------------------------------------- | ---------------------- | ------------------------------------------------- |
| Helicolenus dactylopterus dactylopterus |                        | Sébaste chèvre, Rascasse                          |
| Kathetostoma giganteum                  |                        | Uranoscope de Nouvelle-Zélande, Rascasse blanche  |
| Scorpaena brasiliensis                  |                        | Rascasse brésilienne                              |
| Scorpaena elongata                      |                        | Rascasse longue, Rascasse                         |
| Scorpaena porcus                        |                        | Rascasse brune, Rascasse                          |
| Scorpaena scrofa                        |                        | Rascasse rouge, Rascasse                          |
| Scorpaena stephanica                    |                        | Rascasse à nageoires tachetées                    |
| Sebastes mentella                       |                        | Sébaste du nord, Dorade sébaste, Rascasse du nord |
| Trachyscorpia cristulata echinata       |                        | Rascasse de profondeur, Rascasse                  |
| Uranoscopus scaber                      |                        | Uranoscope de l’Atlantique, Rascasse blanche      |